# José Mujica
José Alberto "Pepe" Mujica Cordano (Montevidéu, 20 de maio de 1935 – Montevidéu, 13 de maio de 2025) foi um político e agricultor uruguaio que serviu como o 40.º presidente do Uruguai entre 2010 e 2015. Durante seu mandato presidencial, foi Presidente Pro Tempore do Mercosul até 12 de julho de 2013.
Ex-guerrilheiro dos Tupamaros, Mujica foi torturado e preso por 14 anos durante a ditadura militar dos anos 1970 e 1980. Membro da coalizão de esquerda Frente Ampla, foi eleito deputado em 1984 e, posteriormente, senador. Entre 2005 e 2008, foi Ministro da Pecuária, Agricultura e Pesca. Eleito presidente em 2009, sua gestão foi marcada por políticas progressistas e um estilo de vida austero. Após deixar o cargo, foi reeleito senador em 2014 e 2019.

## Biografia

### Infância e vida familiar
Filho de Demétrio Mujica Terra e Lucy Cordano, nasceu em 20 de maio de 1935, no bairro Paso de la Arena, em Montevidéu, Uruguai. Sua família paterna tem ancestralidade basca, vindo da cidade de Múgica e chegando ao Uruguai em 1840.
A família de sua mãe era composta por imigrantes italianos. Seu sobrenome materno, Cordano, veio de seu avô Antonio, cujas origens são da província de Gênova, da mesma região de onde veio a família Giorello, de sua avó, Paula. Essa parte da família, de origem piemontesa, era de viticultores muito pobres que compraram em muitas prestações uma terra de cinco hectares, paga com grande esforço. [carece de fontes?]

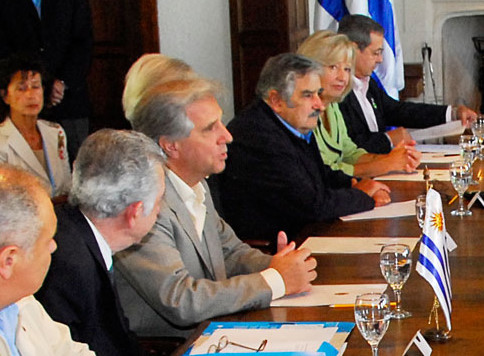
José Mujica junto ao presidente Tabaré Vázquez e parte do gabinete ministerial

Mujica recebeu educação primária e secundária na escola n.º 150 de Paso de la Arena, e tendo terminado o liceu, se matriculou no Instituto Alfredo Vásquez Acevedo (IAVA) para cursar Direito, curso que não chegou a concluir, faltando algumas provas.
Mujica era ateu. Viveu desde os anos 70 com a também ex-militante Lucía Topolansky, casamento que só foi oficializado em 2005. Enquanto presidente, Mujica recebia 230 mil pesos (cerca de R$ 22 122) mensais, dos quais doava quase 70% para o seu partido, a Frente Ampla, e também a um fundo para construção de moradias.

### Genealogia
A ascendência de José Mujica reflete a história da imigração europeia no Uruguai. Seu pai era Demetrio Mujica Terra e sua mãe, Lucila Cordano Giorello.
Sua linhagem paterna é de origem basca. Seus avós paternos eram José Cruz Mujica Cipriani e Eudoxia Zoe Terra Terra. Os bisavós paternos, Manuel Francisco Mujica Yeregui e Catalina Josefa Chipriano, imigraram da região basca da Espanha para o Uruguai por volta de 1840.
Do lado materno, sua ascendência é inteiramente italiana, da região da Ligúria. Seus avós maternos eram Antonio Cordano e Paula Giorello. Antonio era filho de Angelo Cordano e Maria Paola Gribone, enquanto Paula era filha de Giacomo Antonio Giorello e Caterina Parodi. Ambas as famílias eram de imigrantes que se estabeleceram no Uruguai.

## Carreira política

### Introdução à política
As raízes políticas de José Mujica estão profundamente ligadas à sua família e à história recente do Uruguai. Nas montanhas onde morava seu avô paterno, treinavam-se combatentes durante as revoltas lideradas por Aparicio Saravia. Já seu avô materno era um herrerista branco, eleito várias vezes prefeito de Colônia, e sua casa servia como hospedagem para Luis Alberto de Herrera durante as campanhas eleitorais.[carece de fontes?]
Seu tio materno, Ángel Cordano, era nacionalista e simpatizante do Peronismo, tendo exercido grande influência na formação política de Mujica. Em 1954, aos 20 anos, ele votou pela primeira vez no Partido Socialista, liderado por Emilio Frugoni. Dois anos depois, conheceu o então deputado nacionalista Enrique Erro por intermédio de sua mãe, militante do setor político liderado por Erro. A partir de então, passou a militar no Partido Nacional, chegando a ocupar o cargo de secretário-geral da Juventude Nacionalista.
Nas eleições de 1958, o Herrerismo obteve sua primeira vitória significativa, e Erro foi nomeado ministro do Trabalho, sendo acompanhado por Mujica nessa fase. Em 1962, tanto Erro quanto Mujica romperam com o Partido Nacional e fundaram a Unión Popular, em conjunto com o Partido Socialista do Uruguai e o pequeno grupo Nuevas Bases. Naquele pleito, apresentaram Emilio Frugoni como candidato à presidência da República, mas ele obteve apenas 2,3% dos votos, levando-o a abandonar a política naquela mesma noite.

### Adesão à luta armada
Na década de 1960, Mujica aderiu ao Movimento de Libertação Nacional-Tupamaros, grupo de guerrilha urbana com o qual participou de diversas operações enquanto seguia trabalhando em sua chácara, até ser forçado à clandestinidade. Durante o governo de Jorge Pacheco Areco, o país mergulhou em uma espiral de violência, e o Poder Executivo passou a invocar sistematicamente as Medidas Prontas de Segurança — um dispositivo constitucional — para enfrentar os grupos armados e reprimir a crescente oposição de sindicatos e organizações estudantis.[carece de fontes?]
Mujica foi ferido por seis tiros em confrontos armados e preso quatro vezes, conseguindo escapar da prisão de Punta Carretas em duas ocasiões. Ao todo, passou quase quinze anos encarcerado. Entre 1972 e 1985, permaneceu preso por treze anos, sendo um dos dirigentes tupamaros mantidos como reféns pela ditadura militar. Esses reféns seriam executados caso o MLN retomasse suas ações armadas. Nessa condição extrema, sob isolamento e em duras condições de detenção, Mujica passou onze anos. Entre os reféns estavam também Eleuterio Fernández Huidobro, futuro ministro da Defesa Nacional, e o fundador do MLN-Tupamaros, Raúl Sendic, cujo filho, Raúl Fernando Sendic, viria a ocupar a vice-presidência da República no segundo mandato de Tabaré Vázquez, até renunciar, sendo sucedido por Lucía Topolansky, esposa de Mujica.

### Democratização e alternativa de esquerda
Com a redemocratização, foi libertado em 1985, amparado pela Lei n.º 15.737, que concedeu anistia aos delitos políticos cometidos a partir de 1.º de janeiro de 1962.[carece de fontes?]
Nos anos seguintes, fundou, juntamente com antigos militantes do MLN e de outras forças de esquerda, o Movimento de Participação Popular (MPP), que se integrou à Frente Ampla. Nas eleições de 1994, foi eleito deputado por Montevidéu, marcando sua entrada oficial na arena política. Em 1999, foi eleito senador, ganhando destaque nacional. Nesse mesmo ano, foi publicado o livro Mujica, de Miguel Ángel Campodónico.
Em 1.º de março de 2005, o presidente Tabaré Vázquez o nomeou ministro da Agricultura. Seu vice-ministro foi Ernesto Agazzi, que assumiu o cargo em 3 de março de 2008, quando Mujica deixou o ministério para lançar sua pré-candidatura à presidência da República.

## Presidência do Uruguai (2010–2015)

### Candidatura

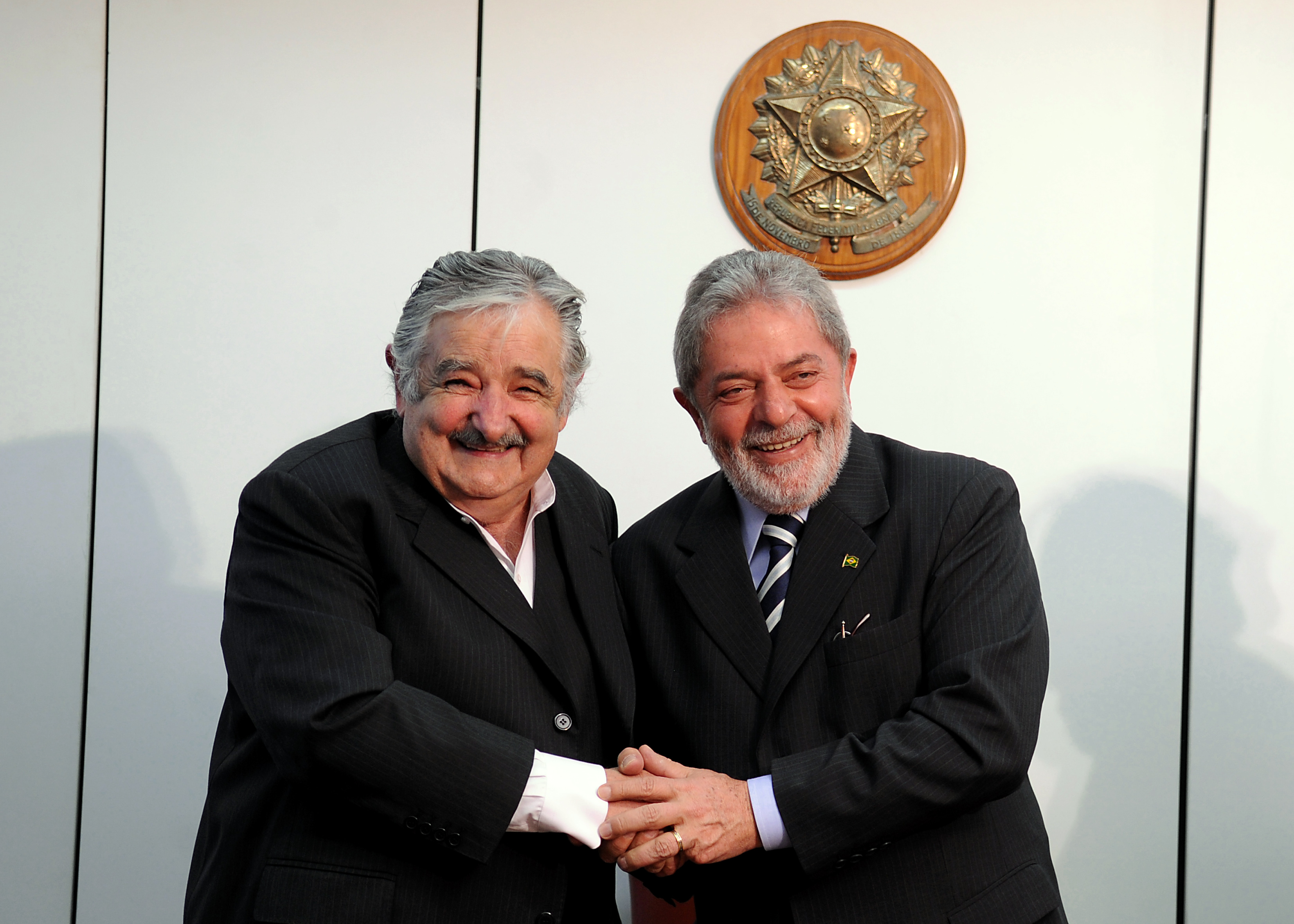
Mujica com o presidente Luiz Inácio Lula da Silva, durante a campanha presidencial de 2009

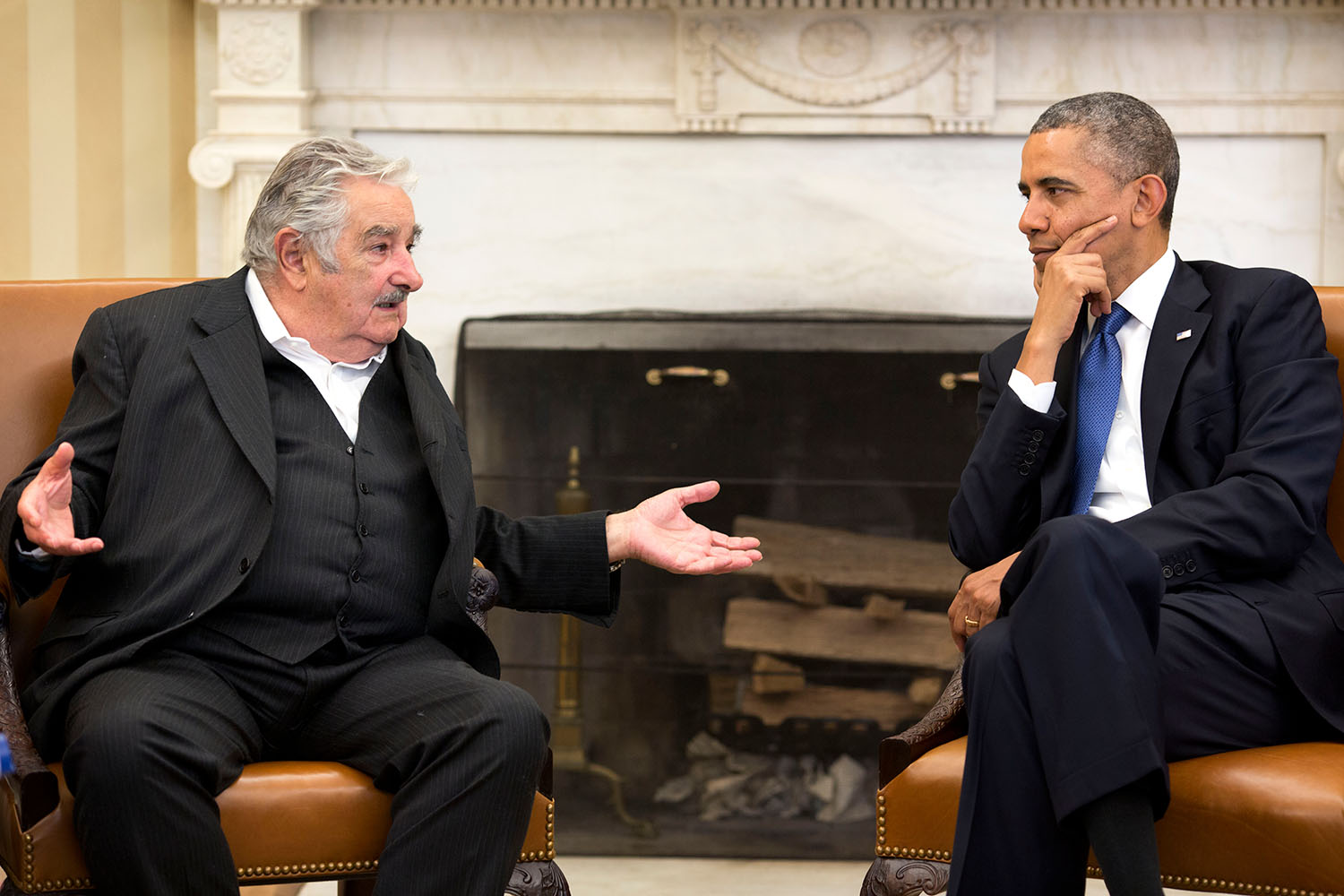
Mujica com o presidente dos Estados Unidos, Barack Obama, em 18 de maio de 2014

Em 28 de junho de 2009, o Uruguai foi palco de um momento histórico: as eleições internas da Frente Ampla revelaram José Mujica como o escolhido por mais da metade dos votantes — 52,02% depositaram sua confiança naquele ex-guerrilheiro convertido em símbolo de esperança e sobriedade.
Ainda antes da disputa oficial, recebeu palavras e gestos de apoio do Kirchnerismo, revelando uma conexão regional de ideais progressistas e uma sinergia sul-americana de intenções.
Com o fim das internas, a composição da chapa consolidou-se com a figura do respeitado economista Danilo Astori como vice. Em setembro daquele mesmo ano, as livrarias do país acolheram o lançamento de *Pepe: Colóquios*, uma obra do jornalista Alfredo García, onde Mujica, em conversas abertas e sem rodeios, expôs sua visão de mundo, sua filosofia humanista e seu pensamento crítico.
No primeiro turno das Eleições gerais no Uruguai em 2009, em 25 de outubro, Mujica obteve cerca de metade dos votos válidos, abrindo o caminho para um segundo turno contra Luis Alberto Lacalle, que aconteceria no simbólico dia 29 de novembro. E foi nesse dia, envolto em esperança e sobriedade, que José Mujica foi consagrado presidente da República Oriental do Uruguai, com 52,60% dos votos válidos — uma vitória democrática que marcaria uma nova era no país.

### Resultado do primeiro turno das Eleições gerais no Uruguai em 2009
| Candidato            | Partido              | Votos     | %     |
| -------------------- | -------------------- | --------- | ----- |
| José Mujica          | Frente Ampla         | 1.105.277 | 47,96 |
| Luis Alberto Lacalle | Partido Nacional     | 669.944   | 29,07 |
| Pedro Bordaberry     | Partido Colorado     | 392.307   | 17,02 |
| Pablo Mieres         | Partido Independente | 57.360    | 2,49  |
| Raúl Rodríguez       | Assembleia Popular   | 14.869    | 0,67  |

### Resultado do segundo turno das Eleições gerais no Uruguai em 2009
| Candidato            | Vice            | Partido          | Votos     | %     |
| -------------------- | --------------- | ---------------- | --------- | ----- |
| José Mujica          | Danilo Astori   | Frente Ampla     | 1.183.503 | 52,60 |
| Luis Alberto Lacalle | Jorge Larrañaga | Partido Nacional | 974.857   | 43,33 |

### Governo de José Mujica (2010–2015)

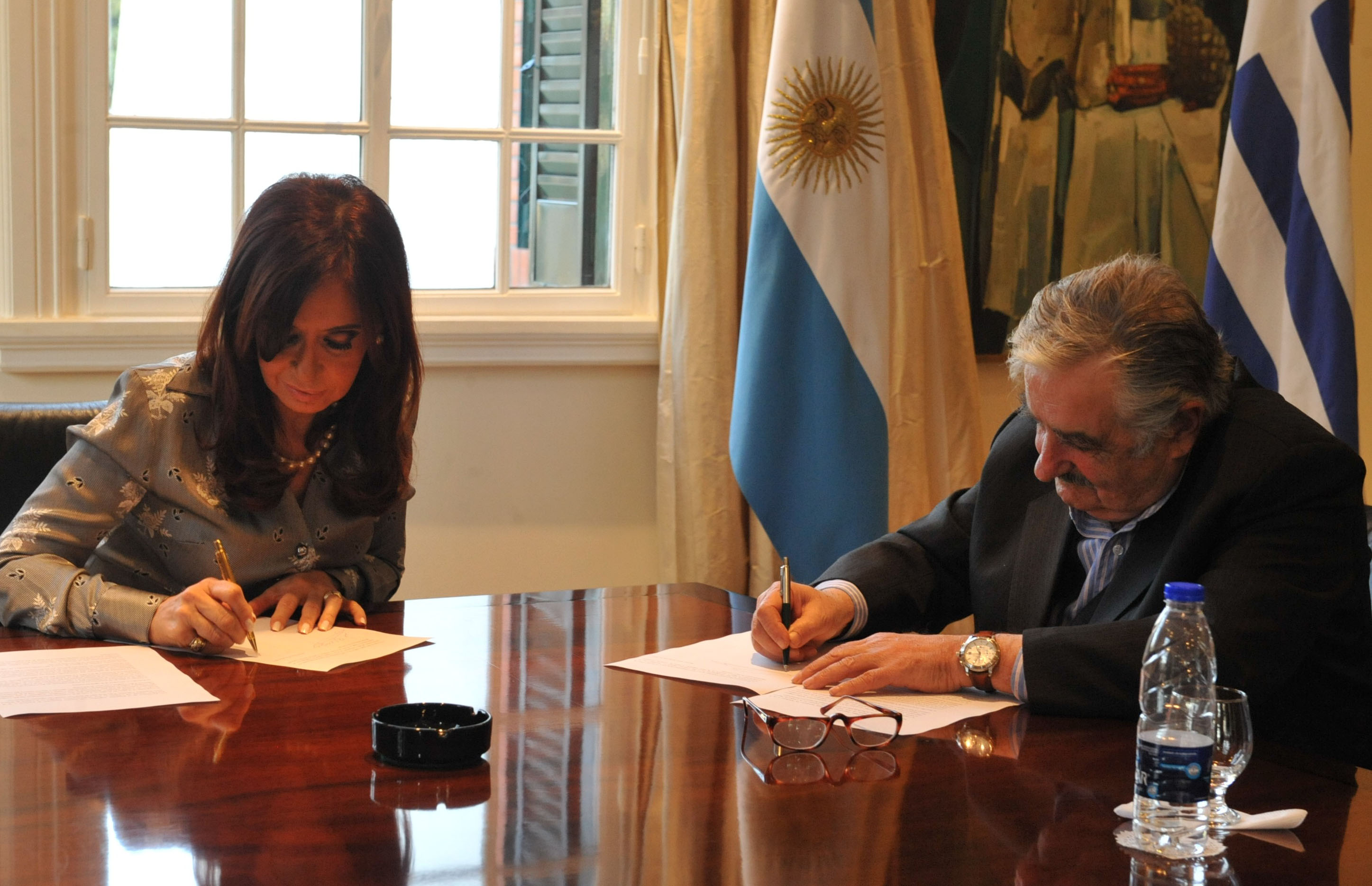
José Mujica com a presidente da Argentina, Cristina Kirchner, em 2010

José Mujica prestou juramento como presidente da República Oriental do Uruguai em 1º de março de 2010, no Palácio Legislativo, em Montevidéu. A cerimônia contou com a presença de autoridades de diversos partidos políticos uruguaios, além de líderes internacionais como a secretária de Estado dos Estados Unidos, Hillary Clinton, e os presidentes Cristina Fernández de Kirchner e Néstor Kirchner (Argentina), Rafael Correa (Equador), Hugo Chávez (Venezuela), entre outros.
Antes de assumir, Mujica estabeleceu como prioridades estratégicas os temas da educação, segurança pública, meio ambiente e energia, enfatizando a erradicação da pobreza extrema e a redução da desigualdade social.
Seu estilo de liderança foi marcado pela austeridade, simplicidade e coerência entre discurso e prática pessoais, sendo conhecido por doar cerca de 90% de seu salário para instituições de caridade e viver em uma modesta chácara, dirigindo um Fusca 1987.

## Reformas sociais e legislativas
Entre os marcos legislativos mais relevantes do governo Mujica destacam-se:
- A legalização do aborto até a 12ª semana de gestação, aprovada em outubro de 2012 após intenso debate no Parlamento. O projeto, que havia sido vetado em 2007 pelo então presidente Tabaré Vázquez, foi retomado pela Frente Ampla e sancionado por Mujica.[27]
- A aprovação do casamento igualitário em abril de 2013, permitindo o matrimônio civil entre pessoas do mesmo sexo, com direitos plenos, incluindo adoção e a escolha da ordem dos sobrenomes dos filhos.[28]
- A regulamentação da produção, distribuição e venda de maconha recreativa em dezembro de 2013, transformando o Uruguai no primeiro país do mundo a estatizar integralmente o mercado da cannabis para uso recreativo.[29]

## Política econômica e social
A política econômica do governo seguiu a linha da Frente Ampla, priorizando investimentos sociais e a redução da desigualdade. Entre 2004 e 2013, o peso das despesas sociais no total do orçamento público aumentou de 60,9% para 75,5%. Entre 2004 e 2014, a taxa de pobreza caiu de 40% para 11%, o desemprego diminuiu de 13% para 7% e o salário-mínimo acumulou um aumento real superior a 250%.
Mujica fortaleceu os sindicatos e a negociação coletiva, elevando o Uruguai ao posto de país das Américas com maior respeito aos direitos trabalhistas fundamentais, segundo a Confederação Sindical Internacional.

## Política externa
No plano internacional, Mujica adotou uma postura de independência crítica, defendendo a autodeterminação dos povos e os direitos humanos. Em 2011, criticou publicamente a intervenção militar na Líbia, posicionando-se contra o uso da força como ferramenta de política externa.
Apesar de sua admiração pelo ex-presidente venezuelano Hugo Chávez, a quem chamou de "governante generoso", Mujica foi uma das vozes da esquerda latino-americana a criticar abertamente o governo de Nicolás Maduro, referindo-se a ele como "ditador" e reconhecendo o caráter autoritário do regime.

## Documentário
Em 2018, foi lançado o documentário El Pepe, una vida suprema, dirigido pelo aclamado cineasta sérvio Emir Kusturica, cuja carreira inclui obras premiadas em Cannes e Veneza. O filme retrata de forma intimista a trajetória do ex-presidente uruguaio José Mujica, explorando não apenas sua atuação como militante do MLN-Tupamaros e sua longa permanência como prisioneiro político durante a ditadura militar, mas também seu posterior ingresso na vida democrática, culminando em sua eleição como chefe de Estado.[carece de fontes?]
A obra foi concebida com forte carga autoral, característica do estilo de Kusturica, que afirmou considerar Mujica "o último herói da política", por seu estilo de vida austero, seus valores humanistas e seu desinteresse material mesmo após ocupar o mais alto cargo público do país.
El Pepe, una vida suprema teve sua estreia mundial no Festival Internacional de Cinema de Veneza daquele ano, onde foi amplamente elogiado pela crítica internacional por seu tom contemplativo e pela abordagem humanizadora de uma figura política frequentemente descrita como símbolo de integridade e simplicidade. Durante o festival, o documentário foi agraciado com o Prêmio Enrico Fulchignoni, concedido pelo Conselho Internacional de Cinema e Televisão, organismo associado à UNESCO. A distinção é atribuída a produções cinematográficas que se destacam por promover valores de paz, dignidade humana e diversidade cultural por meio da linguagem audiovisual.

## Vida pessoal

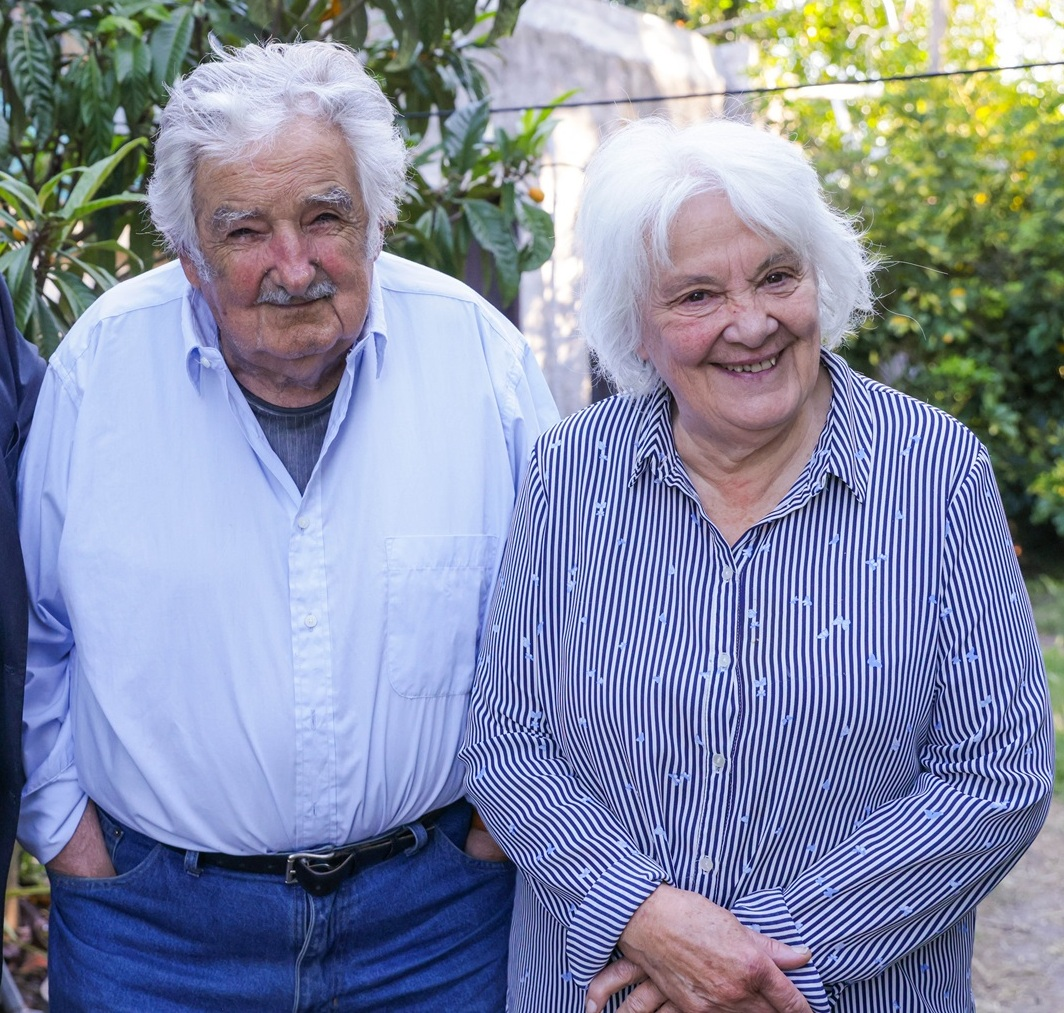
Mujica e sua esposa, Lucía Topolansky, em 2023

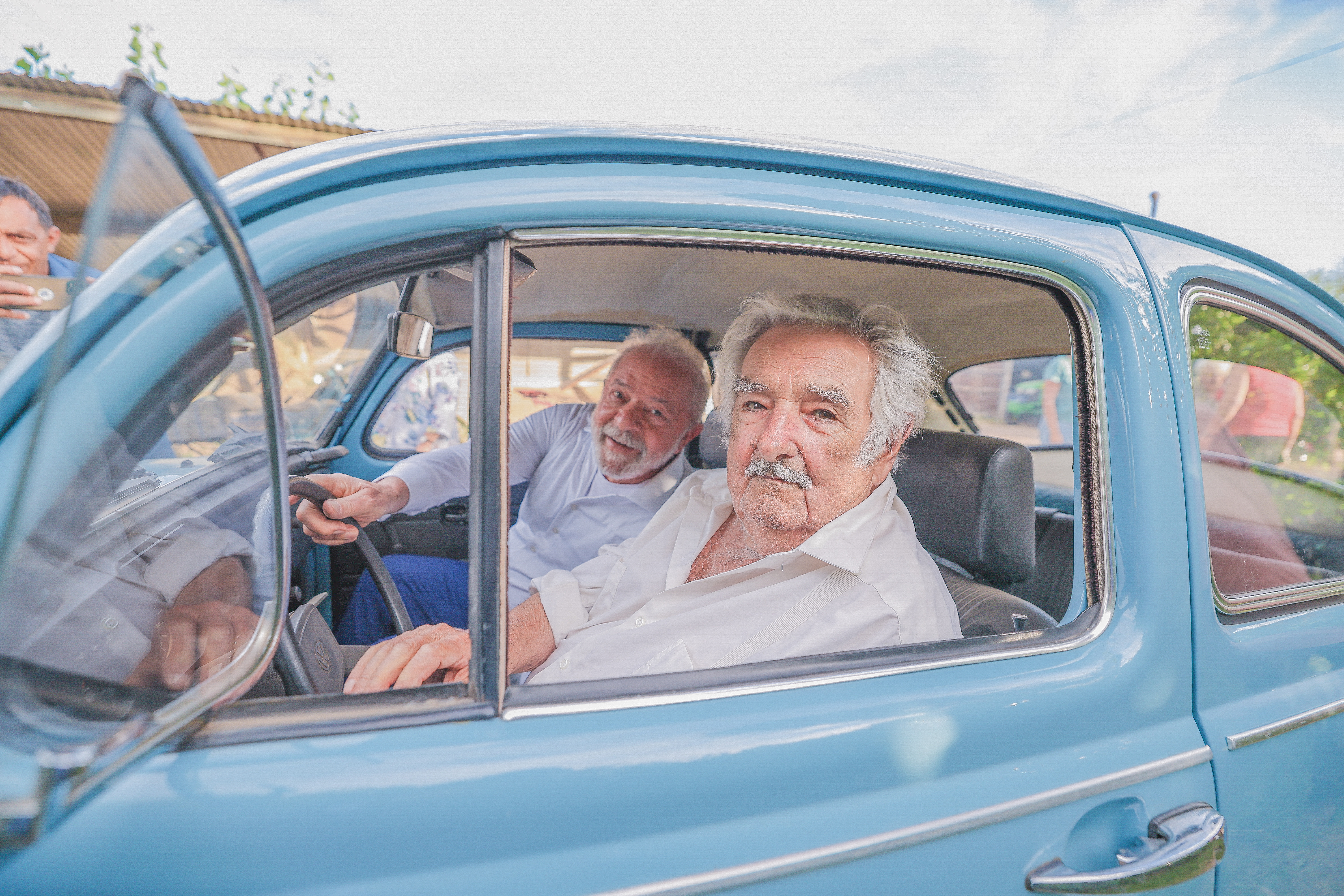
Mujica com Luiz Inácio Lula da Silva em seu Volkswagen Fusca de 1987, em 2023

Em 2005, após muitos anos de convivência, Mujica se casou com Lucía Topolansky, uma ex-integrante dos Tupamaros assim como ele. O casal não teve filhos e morava em uma chácara que pertence a Topolansky, nos arredores de Montevidéu, onde cultivavam crisântemos para vendê-los. Mujica e Lucía possuíam vários animais de estimação, como uma cadela de três patas chamada Manuela. Em novembro de 2010, Topolansky chegou a exercer a presidência interinamente por alguns dias, enquanto Mujica participava de uma delegação empresarial na Espanha e o então vice-presidente Danilo Astori cumpria agenda oficial na Antártida. Antes da presidência, Mujica atuou na Câmara dos Representantes e no Senate of Uruguay [en].
Mujica ganhou atenção internacional por seu modo de vida simples. Ele se recusou a viver na Residencia de Suárez e a usar sua equipe durante o mandato, preferindo utilizar um fusca azul e sua bicicleta de 60 anos para se locomover. Em 2010, o Fusca foi avaliado em US$ 1.800, valor que representava todo o patrimônio pessoal declarado por Mujica naquele ano. Em novembro de 2014, o jornal uruguaio Búsqueda relatou que ele havia recebido uma oferta de US$ 1 milhão pelo carro; Mujica disse que, caso aceitasse a oferta, teria doado o valor para programas de acolhimento a pessoas em situação de rua, uma de suas bandeiras políticas.
As crenças religiosas de Mujica despertaram interesse e especulação da imprensa. Em entrevista à BBC em novembro de 2012, ele declarou: "Não tenho religião, mas sou quase panteísta; admiro a natureza.” Em carta enviada a Hugo Chávez em dezembro de 2012, desejando sua recuperação, disse  que, apesar de "não ser crente", convocaria uma missa para que as pessoas que quisessem expressar seus desejos de melhora pudessem fazê-lo. Mujica e Topolansky não compareceram à cerimônia de posse do Papa Francisco em 2013. Topolansky explicou que a ausência se devia ao fato de "não serem crentes". Astori, que era católico, representou o casal na cerimônia. Essas declarações levaram a imprensa a considerar Mujica como um dos únicos dois presidentes abertamente ateus das Américas, ao lado de Raúl Castro, de Cuba. Em entrevista de 2017, Mujica comentou suas crenças: "Minhas dúvidas com Deus são filosóficas, ou talvez eu acredite em Deus. Talvez, não sei. [...] Ou talvez, ao me aproximar da morte, eu precise disso." Mais tarde, falou de forma mais branda sobre a Igreja Católica, reconhecendo que ela está "profundamente entrelaçada" com a identidade latino-americana.
Mujica era um grande admirador do futebol e torcedor do clube uruguaio C. A. Cerro. Quando a Seleção Uruguaia retornou da campanha na Copa do Mundo FIFA de 2014, após a suspensão de Luis Suárez por quatro meses por morder o zagueiro italiano Giorgio Chiellini, Mujica criticou a Federação Internacional de Futebol (FIFA) no Aeroporto Internacional de Carrasco, chamando-a de "filhos da puta" e dizendo que aplicava punições "fascistas". Ao perceber que estava sendo filmado, tapou a boca. Questionado por jornalistas se poderiam divulgar sua fala, respondeu com uma risada: "Sim!".

### Doença e morte
Em 29 de abril de 2024, José Mujica anunciou publicamente que havia sido diagnosticado com câncer esofágico após um exame de rotina, realizado devido a dificuldades para engolir. Ao mesmo tempo, revelou que enfrentava a síndrome de Churg-Strauss, uma vasculite sistêmica diagnosticada anos antes, que complicava ainda mais seu quadro clínico. O tumor, localizado entre o esôfago e o estômago, foi considerado grave devido à sua localização e à idade avançada de Mujica, então com 88 anos. Ele iniciou um tratamento combinado de radioterapia (32 sessões) e acompanhamento médico em Montevidéu, mas optou por permanecer em sua chácara em Rincón del Cerro, ao lado da esposa, Lucía Topolansky, rejeitando internações prolongadas.
Apesar da doença, Mujica manteve-se ativo politicamente nos meses seguintes, participando de eventos da Frente Ampla e apoiando a campanha de Yamandú Orsi, candidato à presidência do Uruguai nas eleições de 2024. Em entrevistas, ele expressou reflexões sobre a vida e a morte, afirmando em dezembro de 2024: "Deus não existe, mas espero estar errado", em um tom filosófico que marcou seus últimos meses. Em janeiro de 2025, Mujica anunciou a suspensão do tratamento contra o câncer, declarando que o tumor havia progredido para uma fase terminal, com metástases no fígado e nos rins, e que ele preferia "viver os dias que restam com dignidade".
Ele passou seus últimos dias em sua chácara, acompanhado por Topolansky e amigos próximos, mantendo sua rotina simples e recebendo visitas de líderes políticos e admiradores. Em 13 de maio de 2025, Mujica faleceu aos 89 anos em Montevidéu, vítima de complicações decorrentes do câncer metastático e da vasculite. Sua morte foi confirmada pela Frente Ampla em um comunicado oficial, que destacou sua trajetória como "símbolo de coerência, humildade e luta pela justiça social".

### Reações e homenagens
A morte de Mujica gerou comoção no Uruguai e no mundo, com amplo destaque na mídia internacional e manifestações de líderes políticos, ativistas e cidadãos. O presidente do Uruguai, Yamandú Orsi, decretou três dias de luto nacional e descreveu Mujica como "um farol ético para a América Latina". Lucía Topolansky, sua companheira de décadas, agradeceu o apoio recebido em uma breve declaração: "Pepe viveu como quis, e partiu em paz".
Líderes latino-americanos também prestaram homenagens. O presidente do Brasil, Luiz Inácio Lula da Silva, chamou Mujica de "irmão e inspiração", destacando sua luta contra a ditadura e seu compromisso com os pobres. A ex-presidente argentina Cristina Kirchner elogiou sua autenticidade, enquanto o presidente da Bolívia, Luis Arce, o descreveu como "um gigante da integração regional".
Organizações como a Amnistia Internacional e a ONU emitiram notas reconhecendo seu papel na defesa dos direitos humanos e na promoção de políticas progressistas, como a legalização da maconha e o casamento entre pessoas do mesmo sexo.
No Uruguai, milhares de pessoas participaram de uma cerimônia fúnebre no Palácio Legislativo do Uruguai, onde o corpo de Mujica foi velado em 14 de maio de 2025. O evento foi marcado por cânticos, bandeiras da Frente Ampla e mensagens de agradecimento ao ex-presidente, conhecido por sua vida austera e por doar grande parte de seu salário a causas sociais. A mídia global, como The Guardian, Le Monde e El País, publicou obituários destacando Mujica como "o presidente mais pobre do mundo" e um ícone do anticonsumismo.
O legado de Mujica foi amplamente celebrado nas redes sociais, com hashtags como #GraciasPepe e #MujicaVive tornando-se trending topics no Uruguai e em vários países da América Latina.
"É preciso morrer. Pertencemos ao mundo dos vivos, mas nascemos destinados a morrer. Por isso a vida é uma aventura maravilhosa. Mais de uma vez na minha vida a morte rondou a cama, desta vez parece que vem com a foice em punho. Vamos ver o que acontece."— Pepe Mujica

## Distinções
- Doutorado honoris causa pela Universidade Federal de Pelotas (2024)[76]
- Ordem Nacional do Cruzeiro do Sul (2024)[77]